# Craterodiscus pricei
Craterodiscus pricei é uma espécie de gastrópode da família Camaenidae.
É endémica da Austrália.